# Mokryj Bataj
Mokryj Bataj (ros. Мокрый Батай) – osiedle w Rosji, w obwodzie rostowskim, w rejonie kagalnickim. W 2010 liczyło 2189 mieszkańców.